# Pierre-Denis Gaignault de Saint-Soin
 (mars 2025).
Pierre-Denis Gaignault, sieur de Saint-Soin, les Burets et autres lieux, né le 9 octobre 1737 à  Issoudun, est un conseiller du roi en l'élection générale d'Issoudun. Il a été échevin de cette même ville, administrateur de l'Hospice des incurables, député suppléant aux États généraux de 1789, maire d'Issoudun à deux reprises et conseiller général de l’Indre. 

## Biographie
Né le 9 octobre 1737 à Issoudun, il est le sixième enfant du second mariage de Pierre Gaignault de Beaulieu avec Brigitte Renauldon. 
Il épouse (avec un bref de dispense du pape Clément XIII pour des raisons de consanguinité) le 23 novembre 1762 à Saint-Cyr d'Issoudun sa cousine Anne Gaignault de Favrille (22 avril 1736 à Lazenay - 28 mars 1808), fille de François Gaignault, sieur de Favrille, et de Marie-Juliette de La Châtre.
Il devient en 1763 conseiller du roi en l'élection générale d'Issoudun, ses lettres de provision étant libellées au nom de Pierre-Denis Gaignault des Burets.
En mars 1769, il acquiert le domaine de Bellevue, situé près de Saint-Léger, paroisse de Saint-Jean-des-Chaumes. D’une surface de près de 130 hectares, cette terre appartenait jusque-là à Pierre et Anne de La Châtre de Senay, son beau-frère et sa sœur. 
Pierre-Denis fait l'acquisition de Saint-Soin (ou Saint-Soing) le 10 septembre 1776, de Pierre-Joseph de Lestang et Catherine Thabaud de la Terrée, son épouse. Il prend alors le nom de cette propriété qui se trouve à quelques kilomètres à peine au nord d'Issoudun.
En 1779, il est nommé échevin d'Issoudun, fonction plus honorifique qu'autre chose mais qui n'était attribuée qu'aux personnes disposant d'une certaine notoriété. Les quatre échevins d'Issoudun étaient choisis et nommés par le comte d'Artois (le futur Charles X) à partir d'une liste de deux ou trois noms présentée par le bureau de l'Hôtel de Ville. Il démissionne de sa charge d'échevin d'Issoudun en 1786. 
En 1784, il est nommé directeur de l'Hospice des incurables à Issoudun. 
Le 23 février 1789, il prend part à l'Assemblée des officiers de l'Election tenue le 23 février en la Chambre ordinaire. Le 25 février, il est élu pour faire partie de ceux qui allait rédiger les  cahiers de doléances d'Issoudun. Il est désigné pour représenter Issoudun aux États du Berry à Bourges. Le 16 mars, il est élu député suppléant du Berry du Tiers-Etat. 
Membre du club des jacobins d'Issoudun, il est nommé en février 1790, directeur du département de l'Indre. 
En 1796, il est nommé président de la municipalité d'Issoudun, fonction qu'il occupe jusqu'en 1799. 
Sous l'Empire, il est le cinquième contribuable de la ville d'Issoudun et figure en onzième rang des fortunes du département. 